# Yllenus ranunculus
Yllenus ranunculus là một loài nhện trong họ Salticidae.
Loài này thuộc chi Yllenus. Yllenus ranunculus được Tord Tamerlan Teodor Thorell miêu tả năm 1875.